# Universidad Mayor de San Simón
L'Université supérieure de San Simón (Universidad Mayor de San Simón, UMSS) est une université située à Cochabamba, en Bolivie.

## Histoire
L'université est fondée par le maréchal Andrés de Santa Cruz le 5 novembre 1832. C'est l'une des premières universités fondées en Bolivie après l'université San Francisco Xavier de Chuquisaca et l'université de San Andrés de La Paz. 

## Facultés
L'université propose 99 programmes de premier cycle dans 18 facultés qui sont principalement établies dans la ville de Cochabamba. 

## Classement
Selon uniRank, Webometrics et QS World University Rankings, l'université de San Simón se classe deuxième parmi les universités boliviennes.